# Caso prolativo
El caso prolativo es una caso gramatical que se emplea con un sustantivo o con un pronombre. Tiene el significado básico de «vía», «mediante», «pasando por» o «por». El prolativo todavía se utiliza con frecuencia en el estonio, en el groenlandés y en el euskera, pero en el finés se encuentra solamente en algunas formas fosilizadas. En finés, los ejemplos más comúnmente usados son postitse («por correo»), puhelimitse («por teléfono»), y meritse («por mar»).
- Datos: Q952933